# Валлерн-им-Бургенланд
Валлерн-им-Бургенланд (нем. Wallern im Burgenland) — ярмарочная община (нем. Marktgemeinde) в Австрии, в федеральной земле Бургенланд. 
Входит в состав округа Нойзидль-ам-Зе.  Население составляет 1901 человек (на 31 декабря 2005 года). Занимает площадь 33,9 км². Официальный код  —  1 07 21.

## Политическая ситуация
Бургомистр общины — Хельмут Хубер (СДПА) по результатам выборов 2007 года.
Совет представителей общины (нем. Gemeinderat) состоит из 21 места.
- СДПА занимает 12 мест.
- АНП занимает 9 мест.